# Aaron Davis (Boxer)
Aaron Davis (* 8. April 1967 in der Bronx, New York City, New York, USA) ist ein ehemaliger US-amerikanischer Profiboxer, der Weltmeister im Weltergewicht war.

## Amateurlaufbahn
1985 kam Davis bis ins Finale der 147 lb Open Division, wo er von Bradley Austin vom Jerome Boys Club besiegt wurde. 1986 gewann er die offene New Yorker Golden-Gloves-Meisterschaft in der Gewichtsklasse bis 147 Pfund. Im Finale besiegte er Maurice Donovan vom Knights Community Center. Davis trainierte im Gleason’s Gym in New York City und im Morris Park Boxing Club im Stadtteil Van Nest in der Bronx.

## Profilaufbahn
Davis, der als „Superman“ bekannt war, wurde 1986 Profi und gewann seine ersten 32 Kämpfe, einschließlich eines K.o.-Sieges in der neunten Runde gegen Mark Breland, mit dem er 1990 den WBA-Titel im Weltergewicht gewann. 1993 forderte er Julio César Vásquez im Kampf um den WBA-Titel im Halbmittelgewicht heraus, verlor aber in einer knappen Entscheidung. Danach kämpfte er nie wieder um einen großen Titel und trat 2002 zurück.